# GFZ-1
Der 1995 gestartete deutsche Forschungssatellit GFZ-1 war eine preisgünstige Entwicklung des GeoForschungsZentrums Potsdam, die zusammen mit russischen Partnern und der Firma Kayser-Threde in weniger als einem Jahr entwickelt wurde. Der Mikrosatellit war wie geplant von 1995 bis 1999 im Einsatz und gemessen an den Kosten von unter einer Million DM eine der erfolgreichsten Missionen der unbemannten Raumfahrt.

## Konstruktion
GFZ-1 war ein 20,6 kg schwerer, passiver, Lasersatellit mit 22 cm Durchmesser. Seine kugelförmige Oberfläche trug 60 Laser-Retroreflektoren, um Messungen für geometrische und physikalische Methoden der Satellitengeodäsie durchzuführen. Die Lebensdauer des Satelliten wurde auf 3,5 bis 5 Jahre veranschlagt, da die Bahnhöhe jedes niedrigen Satelliten durch die Bremswirkung der Hochatmosphäre langsam sinkt. Die Größe diese Sinkrate lässt sich jedoch – vor allem wegen der unregelmäßigen Sonnenaktivität – nicht genau prognostizieren.

## Funktion
Er diente als Hochziel für genaue Laser-Distanzmessungen von speziellen SLR-Bodenstationen aus (Satellite Laser Ranging). Aufgrund der mit GFZ-1 gewonnenen Erfahrungen entwickelte das GeoForschungsZentrum einen wesentlich genaueren Nachfolger – den im August 2000 gestarteten geophysikalischen Satelliten CHAMP. Dieser ist trotz relativ geringer Größe nicht mehr nur ein reflektierender Satellit, sondern vermisst mit „aktiven“ Methoden (Mikrowellen, Messsonden und Analysen seiner Bahnelemente) das Erdschwerefeld, das Magnetfeld und einige Parameter der Sonnenaktivität.

## Geschichte
Der Mikrosatellit wurde am 9. April 1995 mit einem russischen Transporter Progress M-27 zur Raumstation Mir gebracht. Von dort aus wurde er zehn Tage später in eine niedrige polnahe Kreisbahn von 400 km Höhe gestartet. Gemäß den Regeln des Committee on Space Research (COSPAR) wurde GFZ-1 als Bruchstück der Mir betrachtet und erhielt die daraus abgeleitete Astronomische Bezeichnung 1986-017JE, die das Startjahr als 1986 angibt, obwohl der Satellit erst 1995 in die Erdumlaufbahn gebracht wurde.
Die erste LASER-Beobachtung des Satelliten, der mit bloßem Auge wegen seiner geringen Größe kaum zu sehen war, gelang auf der Laserstation Graz-Lustbühel bereits 32 Minuten nach der Separation von der Mir-Raumstation (über Chile) am 19. April 1995 um 19:45 UTC. Sie war allerdings wegen der schwierigen Umstände noch ungenau. Die erste gute Messreihe gelang viereinhalb Stunden später (00:19 UTC) durch die US-Station Greenbelt (Maryland) beim vierten Umlauf in einer Flughöhe von 398 km. Die letzte Messung führte die Station Yarragadee in Australien bei Umlauf Nr. 23718 in nur mehr 230 km Höhe durch, einige Stunden vor dem Verglühen.
GFZ-1 verglühte am 23. Juni 1999 in der Erdatmosphäre, nachdem er fast 24.000 mal die Erde umrundet hatte. Die Lebensdauer von vier Jahren und 64 Tagen entsprach dem Mittel der vorausgesagten Eckdaten. Insgesamt wurden 5.402 Satellitendurchgänge mit Laserstrahlen vermessen, was angesichts der Wetterabhängigkeit eine hohe Erfolgsrate darstellt. An diesen etwa 1 cm genauen Distanzmessungen waren 33 Bodenstationen des weltweiten SLR-Netzes beteiligt, darunter die GFZ-eigene Satellitenstation in Potsdam und die eng kooperierenden Stationen bei Graz (Österreich) und Zimmerwald (Schweiz).